# ジェラル・バヤル大学
ジェラル・バヤル大学（Celal Bayar University （トルコ語: Celal Bayar Üniversitesi））は、トルコのマニサにある公立大学である。
大学では、学部および大学院レベルで60以上の学位プログラムを提供している。その大学の名前は、トルコ共和国の第3代大統領であるジュラル・バヤルに由来している。

## 学部[2]
- 医学部
- 経済・行政科学部
- 工学・自然科学部
- 人文・社会科学部
- 教育学部
- スポーツ科学部
- 健康科学部
- ハサン・フェルディ・トゥルグトル技術学部
- コンピューター・情報科学部
- 神学部
- 経営学部
- 美術・デザイン・建築学部
- 歯学部
- サリフリ経済・行政科学部
- コミュニケーション学部
- 応用科学部